# Alessandra Giudici
Alessandra Giudici (Cagliari, 10 settembre 1955) è una politica italiana, presidente della Provincia di Sassari dal 2005 al 2015.
Esponente della Margherita e in seguito del Partito Democratico, nel 2018 aderisce all'Unione Popolare Cristiana.
È stata eletta presidente della Provincia di Sassari nel turno elettorale del 2005, raccogliendo il 60,7% dei voti in rappresentanza di una coalizione di centrosinistra. Ottiene il secondo mandato a presidente della Provincia alle provinciali del 2010 con il 50,7% delle preferenze.
Nel 2011, in qualità di presidente della Provincia di Sassari, ha patrocinato il Premio Alghero Donna.
Fu sostenuta, in consiglio provinciale, da una maggioranza costituita da: 
- Partito Democratico
- Italia dei Valori
- Sinistra Unita
- Partito dei Comunisti Italiani
- Unione Popolare Cristiana

Il mandato amministrativo è scaduto a giugno 2015.